# Saint-Quay-Portrieux
Saint-Quay-Portrieux è un comune francese di 3 298 abitanti situato nel dipartimento delle Côtes-d'Armor nella regione della Bretagna.

## Società

### Evoluzione demografica
Abitanti censiti